# Musique au Burkina Faso

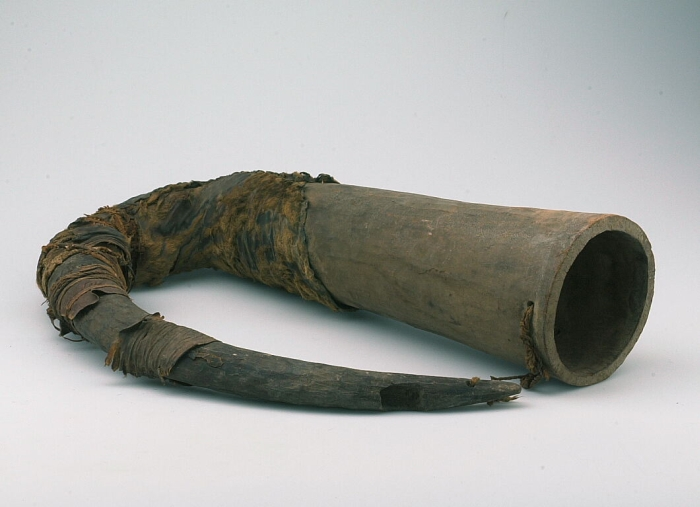
Corne en bois du peuple Samo

La musique du Burkina Faso comprend la musique folklorique de 60 groupes ethniques différents. Le peuple Mossi, situé au centre, représente 40% de la population tandis qu'au sud, les populations Gurunsi, Gurma, Dagaaba et Lobi, parlant des langues Gur étroitement liées à la langue Mossi, s'étendent dans les États côtiers. Au nord et à l'est les peuls du Sahel prédominent, tandis qu'au sud et à l'ouest les langues mandé sont courantes ; Samo, Bissa, Bobo, Sénoufo et Marka . La musique traditionnelle burkinabé continue de prospérer avec des productions musicales assez diversifiées. La musique populaire est majoritairement en français.

## Musique populaire

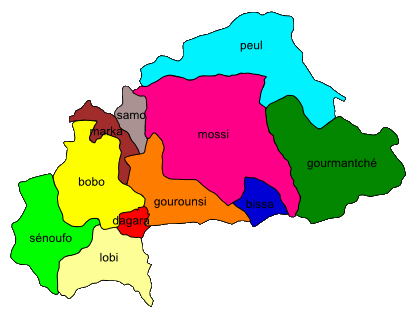
Principales régions linguistiques du Burkina Faso

La scène musicale populaire du Burkina Faso n'a pas encore acquis la renommée de celle des autres pays d'Afrique de l'Ouest, et de nombreux enregistrements populaires sont importés d'Europe, des États-Unis et de la République démocratique du Congo. Malgré cet afflux de styles populaires, quelques premiers actes musicaux ont connu le succès, comme le groupe Saaba de Koudbi Koala, qui interprète la musique traditionnelle mossi. Avec une carrière musicale qui a duré un demi-siècle, le chanteur Amadou Balaké est considéré comme l'un des plus grands chanteurs du pays au cours du XXe siècle. Dans sa musique, Balaké  combine les traditions mandé, mossi et afro-cubaine. Parmi les autres artistes influents du pays figurent entre autres, George Ouédraogo, Joseph Moussa Salambéré  dit "Salambo".
Parmi les artistes modernes de la nouvelle génération d'artistes, on retrouve des célébrités tels que Smarty, Bil Aka Kora, Floby, Nabalum, Miss Tanya , Alif Naaba  et bien d'autres talents.
Les groupes traditionnels populaires du Burkina Faso comprennent des groupes de balafon, des ensembles de percussions et d'autres tels que Farafina et Gabin Dabiré, qui utilisent des éléments de la musique traditionnelle burkinabé.
Bobo Dioulasso, la deuxième plus grande ville du Burkina Faso, est un centre culturel du peuple Mandé du Burkina Faso du sud-ouest. L'artiste burkinabé Barack La Voix D'or, originaire de cette ville  est un artiste contemporain mêlant les styles mandé traditionnels à l'afrobeat moderne.
Plus récemment, les musiciens modernes du Burkina Faso commencent à incorporer davantage d'influences étrangères dans leur musique, en particulier celles des États-Unis, avec des genres tels que le hip-hop, le rap, la salsa et la techno entrant sur la scène musicale. Le genre zouglou de Côte d'Ivoire, ainsi que son créateur le zouk, sont également des genres modernes populaires au Burkina Faso.
Un autre genre moderne qui est entré au Burkina Faso est le coupé-décalé ivoirien, caractérisé par son rythme de danse électronique et son rythme percussif,,. Les artistes populaires modernes au Burkina Faso qui ont utilisé ce genre incluent Floby, Dez Altino, Dicko Fils, Imilo Lechanceux, Kayawoto, Huguo Boss, Razben, , Barsa 1er, Agozo, Bebeto Bongo,Greg Burkimbila, David Le Combattant  et Sofiano .

## Musique traditionnelle
Les Djeli, une caste de chanteurs de louanges au Burkina Faso, fonctionnent comme les griots ailleurs en Afrique de l'Ouest : lors des funérailles de chaque dirigeant, ils récitent les noms et l'histoire des anciens dirigeants, ils interviennent dans les affaires personnelles des gens et se produisent lors de rassemblements sociaux. Les Mossi et leurs griots conservent les anciennes cours royales et la musique de cour.
La kora, l'instrument à cordes du djeli, est populaire dans une grande partie de l'Afrique de l'Ouest depuis l'empire malien des années 1240. L'instrument comportait traditionnellement sept cordes jusqu'à ce que le griot gambien Madi Woulendi porte ce nombre à vingt et un. La kora peut être jouée en plusieurs gammes dont le mode hypolydien ( souta ), silaba, sim'bi et mandéka.
Les locuteurs de mandé sont également connus pour le balafon, une sorte de xylophone en bois, dont les caractéristiques exactes peuvent varier selon le fabricant. Les peuples Dagara, Bwa et Sénoufo ont également leurs propres variétés.
Les tambours djembé, comme les balafons, sont souvent fabriqués à Bobo Dioulasso. Le djembé, élément essentiel de la musique traditionnelle burkinabé, serait d'origine malinké. Il est fabriqué à partir d'une seule pièce de bois, généralement d'un caïlcedrat ou d'un arbre lenke.
Le tambour bendré (appelé bara au Mali et dumaa chez les Hausa ) est un membranophone fabriqué à partir d'une calebasse dont le haut est coupé et recouvert de peau de chèvre ou de mouton. C'est un instrument ancien, probablement introduit sous le règne de Naaba Oubri pour être joué en musique sacrée à la cour royale de Moaga par un chef de tambour ( benaaba ) qui frappe le centre ou les bords du tambour pour faire varier les sons.
Un autre instrument à cordes s'appelle le n'goni. La légende dit qu'il a été inventé par un chasseur Sénoufo. Le n'goni est également pratiqué au Niger, au Sénégal et au Mali.
Les Peuls (Fulbe) du nord jouent une variété d'instruments traditionnels, y compris les tambours, le hoddu (ou xalam, un luth recouvert de peau pincée lié au banjo ) et le riti ou riiti (un instrument à une corde à archet), et utilisent techniques vocales complexes avec clapping percussion. Leurs griots sont connus sous le nom de gawlo.

## Liste d'artistes  burkinabè
Ceci est une liste non exhaustive d'artistes burkinabè de divers genres musicaux.
| Nom                | Style musical                              |
| ------------------ | ------------------------------------------ |
| Issouf Compaoré    | Afro punk, afro fusion                     |
| Jean Claude Bamogo | Afro Soul                                  |
| Victor Démé        | Musique moderne                            |
| Georges Ouédraogo  | Musique moderne                            |
| Djata Ilébou       | Musique tradi-moderne                      |
| Idak Bassave       |                                            |
| Amity Meria        | Musique mandingue                          |
| Alif Naaba         | Afropop, afrobeat, folk, musiques du monde |
| Floby              | Musique tradi-moderne                      |
| Amzy               | Rap, RnB                                   |
| Kayawoto           | Rap                                        |
| Smarty             | Rap                                        |
| Fleur Ouédraogo    | RnB, musique tradi-moderne                 |
| Flora Paré         | Afropop, reggae, soul, neo soul            |
| Kandy Guira        | Afro-electropop                            |
| Imilo Lechanceux   | Coupé-décalé et afrobeat                   |
| Patrick Kabré      | Rock, folk, afrojazz et le blues.          |
| Elty               | Afro-pop et RnB                            |
| Awa Sissao         | Afrobeat, musique mandingue                |
| Dez Altino         | Musique tradi-moderne                      |
| Nabalum            | Afro-Soul                                  |
| Tanya              | Afro-pop                                   |
| Malika Ouattara    | Slam                                       |
| Zougnazagmda       | Musique traditionnelle                     |
| Queenzy            | Rap                                        |
| L'Elue 111         | Abrobeat                                   |
| Thaliane           | Rap                                        |
| Nourat             | Reagee                                     |
| MNO                | Rap                                        |
| Freeman Tapily     | Reagae                                     |

## Liste des festivals de musique
| Nom                                        | Période           |
| ------------------------------------------ | ----------------- |
| Festival Warba à Zorgho                    |                   |
| Festival de Musique Afrobeat International | Avril (Annuel)    |
| Les Nuits atypiques de Koudougou           | Novembre (Annuel) |
| Festival Baba Village                      | Novembre (Annuel) |